# Stortingsvalet 2021
Stortingsvalet i Norge 2021 var ett rikstäckande allmänt val i Norge som ägde rum den 13 september 2021 varvid de 169 platserna i Norges storting för mandatperioden 2021–2025 tillsattes.
Enligt den norska regeringsformen kan extraval mellan de ordinarie valen inte anordnas.
Resultatet i valet utföll så att oppositionen till vänster om sittande statsminister Erna Solberg fick majoritet i Stortinget, och kunde därför bilda en ny regering. Arbeiderpartiets partiordförande Jonas Gahr Støre förväntades bli ny regeringschef. Tillsammans med Senterpartiet och Sosialistisk Venstre kom Støres parti att utgöra regeringsunderlag för en ny statsminister. Gahr Støre tillträde som Norges statsminister den 14 oktober 2021.

## Föregående val
Föregående stortingsval i Norge anordnades den 11 september 2017. Utgången blev en seger för det borgerliga blocket bestående av regeringspartierna konservativa Høyre och det invandringskritiska Fremskrittspartiet samt deras två stödpartier mittenpartierna Venstre och Kristelig Folkeparti. Statsminister är Erna Solberg från Høyre. I en regeringsombildning i januari 2018 gick Venstre med i regeringen. Vid årsskiftet 2018/2019 riskerade regeringen att behöva avgå, då Kristelig Folkeparti öppet diskuterade om de skulle fortsätta samarbeta med regeringen eller gå över till oppositionen. Partiledaren Knut Arild Hareide menade att man skulle få igenom mer politik i ett sådant samarbete, och framförande viss kritik mot Fremskrittspartiets retorik. En uppbrytning med regeringen skulle ge oppositionen en majoritet i Stortinget, och öppna vägen för en socialdemokratisk regering. Efter en omröstning inom partiet valde dock en majoritet av partirepresentanterna att fortsätta och fördjupa regeringssamarbetet, genom gå in och få statsråd i Erna Solbergs regering. Därmed fick Norge för första gången sedan 1985 en icke-socialistisk majoritetsregering.
I januari 2020 lämnade Fremskrittspartiet regeringen eftersom man inte kunde enas med de andra regeringspartierna i en konflikt angående om en 29-åring norskpalestinsk kvinna och hennes femåriga barn, som var allvarligt sjukt, skulle få återvända till Norge från Syrien. Fremskrittspartiet höll med om att barnet skulle få hämtas hem, men inte kvinnan - trots detta tog regeringen beslut att hämta hem även kvinnan. Efter interna krav inom partiet, tog partiledaren Siv Jensen partiet ur regeringen. Hon betonade dock att man fortsatt ville se Solberg som statsminister. Regeringen förlorade därmed sin majoritetsstatus.
Den sittande norska regeringen vid valet bestod av Høyre, Venstre och Kristelig Folkeparti.

## Valresultat
| Parti                         | Parti                               | Röster    | Röster | Röster | Mandat | Mandat   |
| Parti                         | Parti                               | #         | %      | ±      | #      | ±        |
| ----------------------------- | ----------------------------------- | --------- | ------ | ------ | ------ | -------- |
|                               | Arbeiderpartiet (Ap)                | 783 394   | 26,3   | -1,1   | 48     | -1       |
|                               | Høyre (H)                           | 607 316   | 20,4   | -4,7   | 36     | -9       |
|                               | Senterpartiet (Sp)                  | 402 961   | 13,5   | +3,2   | 28     | +9       |
|                               | Fremskrittspartiet (FrP)            | 346 474   | 11,6   | -3,6   | 21     | -6       |
|                               | Sosialistisk Venstreparti (SV)      | 228 063   | 7,6    | +1,6   | 13     | +2       |
|                               | Rødt (R)                            | 140 931   | 4,7    | +2,3   | 8      | +7       |
|                               | Venstre (V)                         | 137 433   | 4,6    | +0,2   | 8      | 0        |
|                               | Miljøpartiet De Grønne (MDG)        | 117 647   | 3,9    | +0,7   | 3      | +2       |
|                               | Kristelig Folkeparti (KrF)          | 113 344   | 3,8    | -0,4   | 3      | -5       |
|                               | Demokratene i Norge (DEM)           | 34 068    | 1,1    | +1,0   | 0      | 0        |
|                               | Pensjonistpartiet (PP)              | 19 006    | 0,6    | +0,2   | 0      | 0        |
|                               | Partiet De Kristne (PDK)            | 10 448    | 0,4    | +0,1   | 0      | 0        |
|                               | Industri- og Næringspartiet         | 10 031    | 0,3    | nytt   | 0      | nytt     |
|                               | Partiet Sentrum                     | 7 836     | 0,3    | nytt   | 0      | nytt     |
|                               | Helsepartiet                        | 6 490     | 0,2    | -0,1   | 0      | 0        |
|                               | Pasientfokus                        | 4 950     | 0,2    | nytt   | 1      | nytt, +1 |
|                               | Liberalistene                       | 4 520     | 0,2    | 0      | 0      | 0        |
|                               | Folkeaksjonen nei til mer bompenger | 3 435     | 0,1    | nytt   | 0      | nytt     |
|                               | Alternativ för Norge                | 2 489     | 0,1    | nytt   | 0      | nytt     |
|                               | Piratpartiet                        | 2 308     | 0,1    | 0      | 0      | 0        |
|                               | Norges Kommunistiske Parti          | 301       | 0,0    | 0      | 0      | 0        |
|                               | Feministisk Initiativ               | 275       | 0,0    | 0      | 0      | 0        |
|                               | Kystpartiet                         | 171       | 0,0    | -0,1   | 0      | 0        |
|                               | Generasjonspartiet                  | 112       | 0,0    | nytt   | 0      | nytt     |
|                               | Redd Naturen                        | 97        | 0,0    | nytt   | 0      | nytt     |
|                               | Generasjonspartiet                  | 87        | 0,0    | nytt   | 0      | nytt     |
| Totalt                        | Totalt                              | 3 003 290 | 100,0  | –      | 169    | ±0       |
| Blanka och ogiltiga röster    | Blanka och ogiltiga röster          | 22 867    |        |        | –      | –        |
| Röstberättigade/valdeltagande | Röstberättigade/valdeltagande       | 3 891 736 | 77,2   | -1,0   | –      | –        |
| Källa: valgresultat.no        |                                     |           |        |        |        |          |

### Resultat efter kommun

Arbeiderpartiet
Høyre
Senterpartiet
Fremskrittspartiet
Sosialistisk Venstreparti
Rødt
Venstre
Miljøpartiet De Grønne
Kristelig Folkeparti
Pasientfokus